# Gepersonaliseerde kentekenplaat

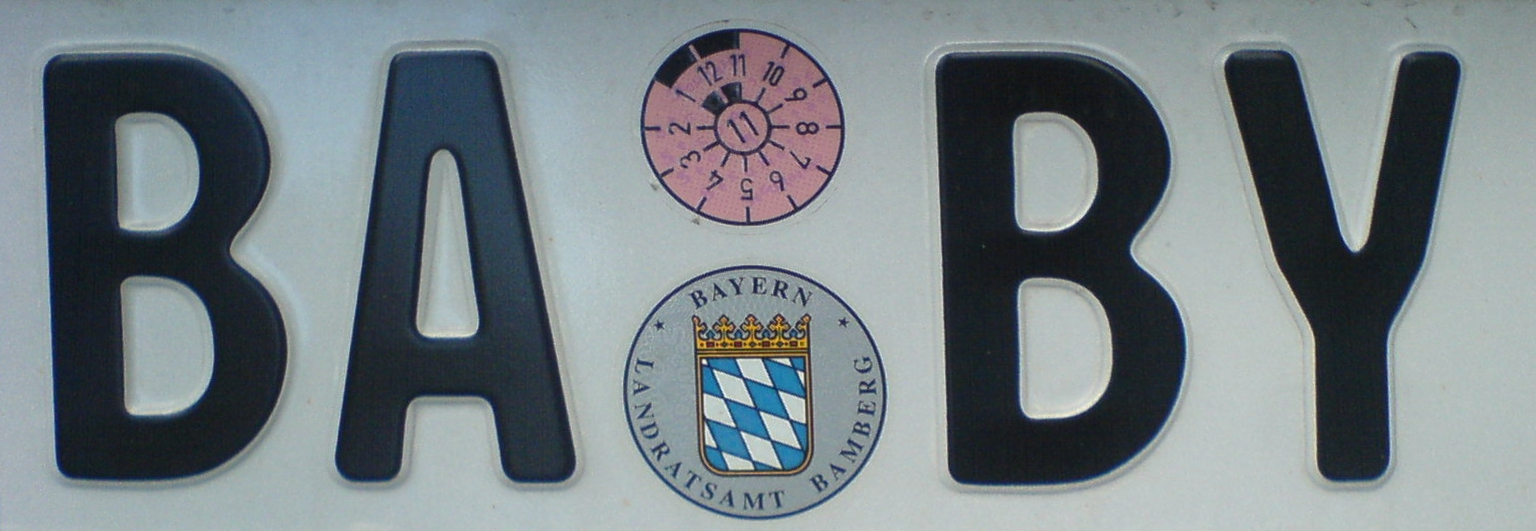
Een gepersonaliseerd Duits kenteken

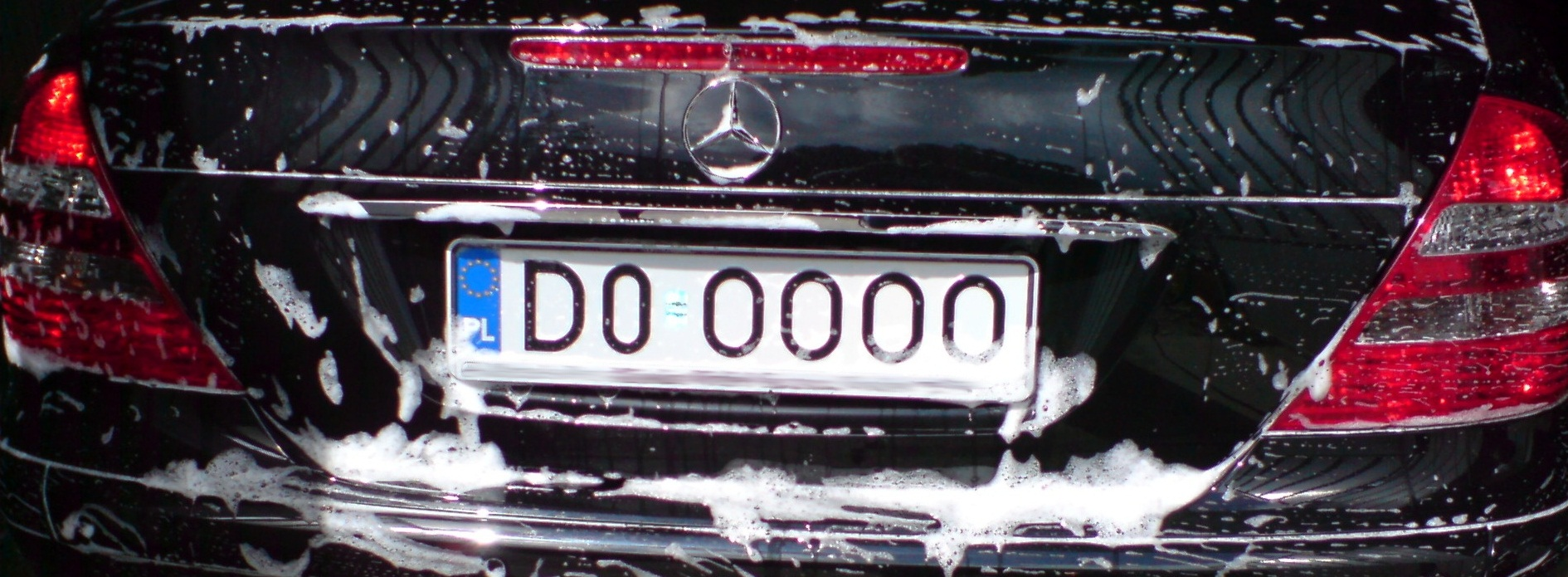
Nog een uit Polen

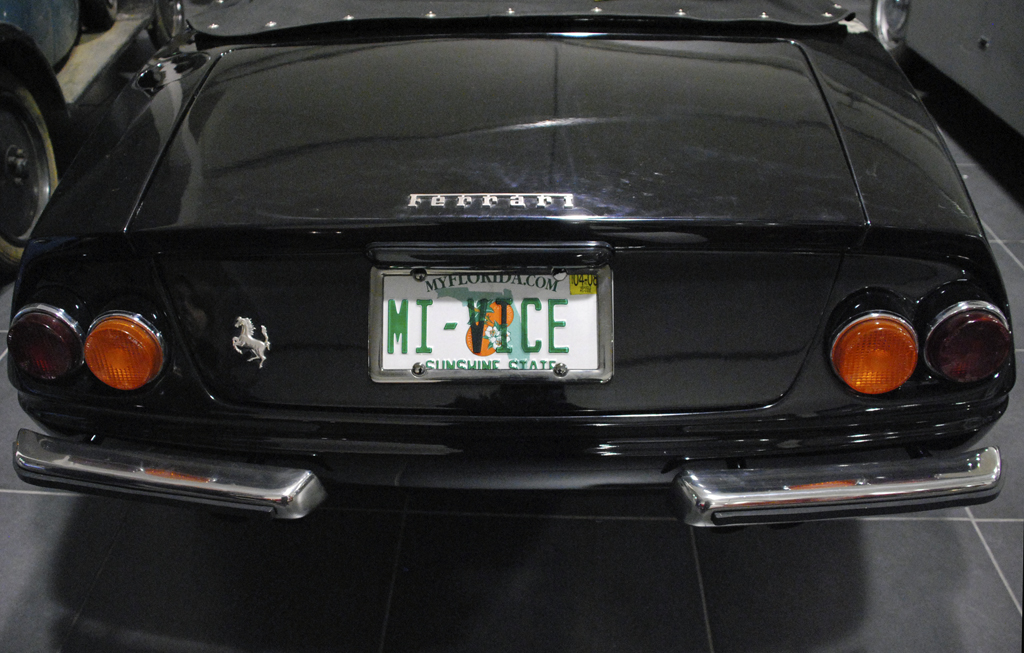
Een gepersonaliseerd kenteken uit Florida, Verenigde Staten.

Gepersonaliseerde kentekenplaten zijn een speciaal type kentekenplaten. Tegen een meerprijs tijdens de registratie hebben automobilisten soms de mogelijkheid om het kenteken te personaliseren en zelf de tekst of de cijfers te kiezen. Dit systeem komt vooral voor in Noord-Amerika (Verenigde Staten, Canada), maar ook in Europa, bijvoorbeeld in Denemarken, Groot-Brittannië en Kroatië.

## Noord-Amerika
In Noord-Amerika staat alleen de Canadese provincie Newfoundland en Labrador het gebruik van gepersonaliseerde kentekenplaten niet toe.

## Europa

### Landen van deEuropese Unie
Zestien van de 27 lidstaten van de Europese Unie staan de personalisatie van kentekenplaten toe.

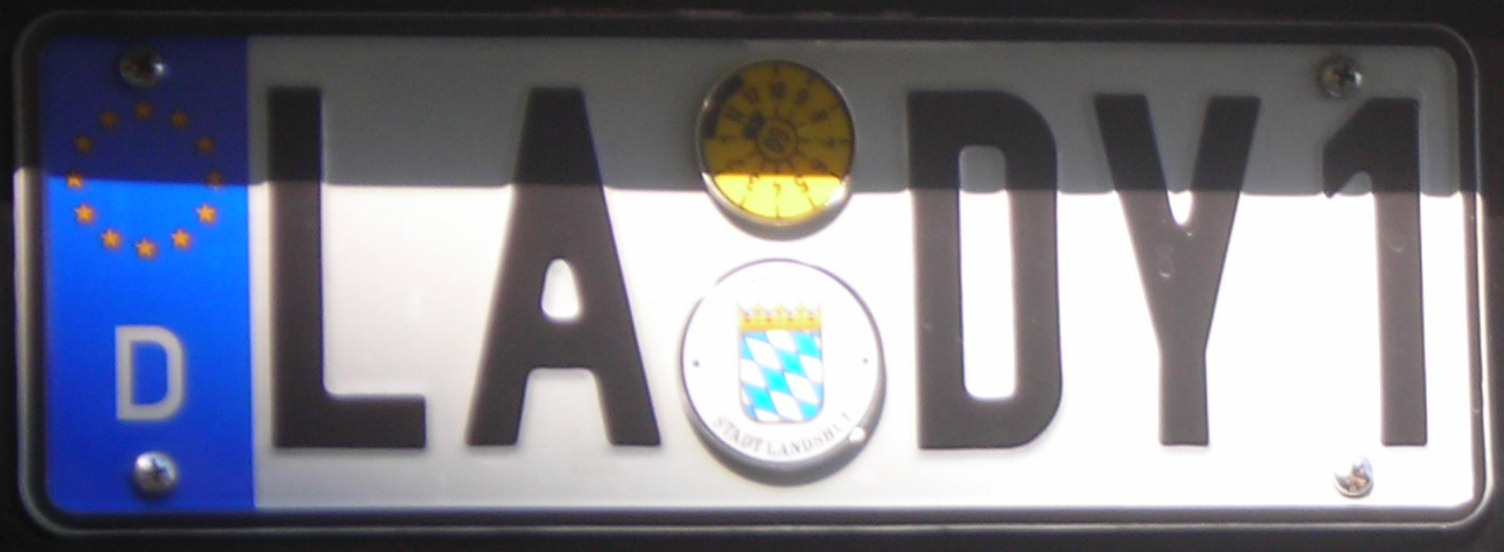
Gepersonaliseerde Duitse registratie
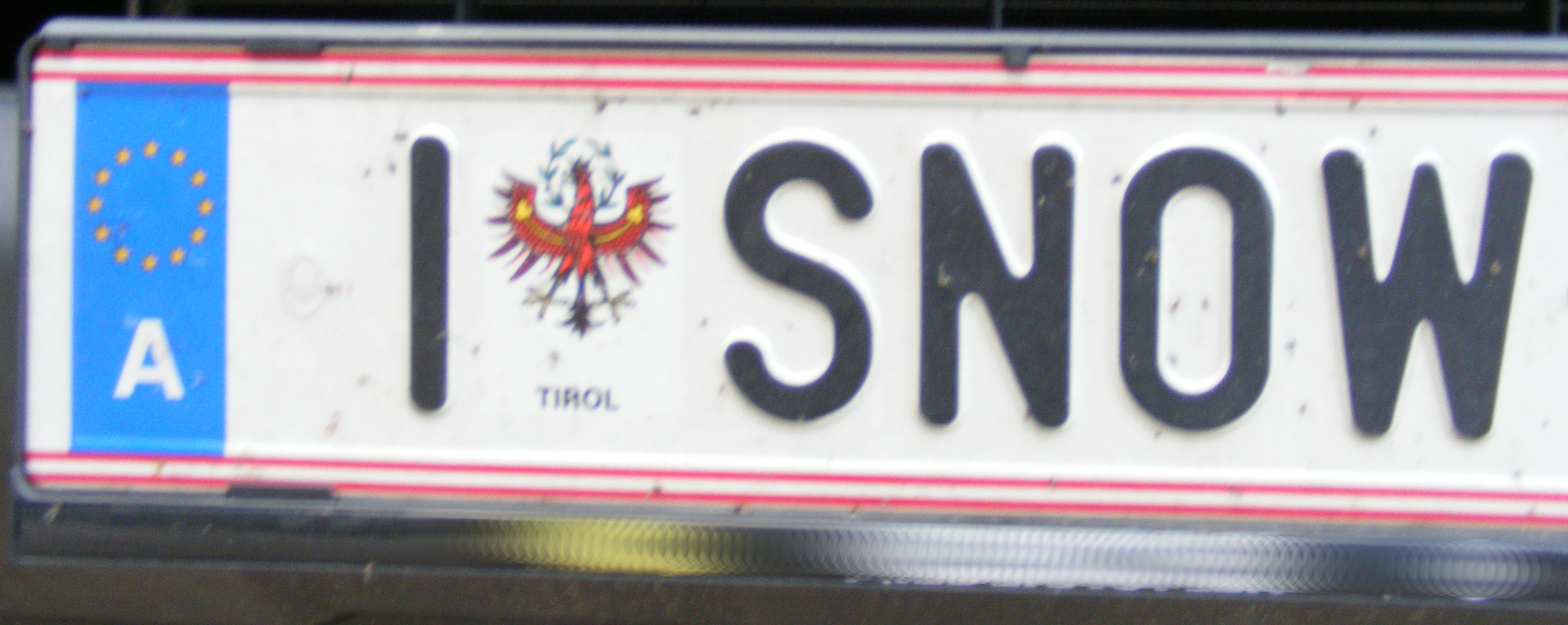
Personalisatie van Oostenrijkse registratie
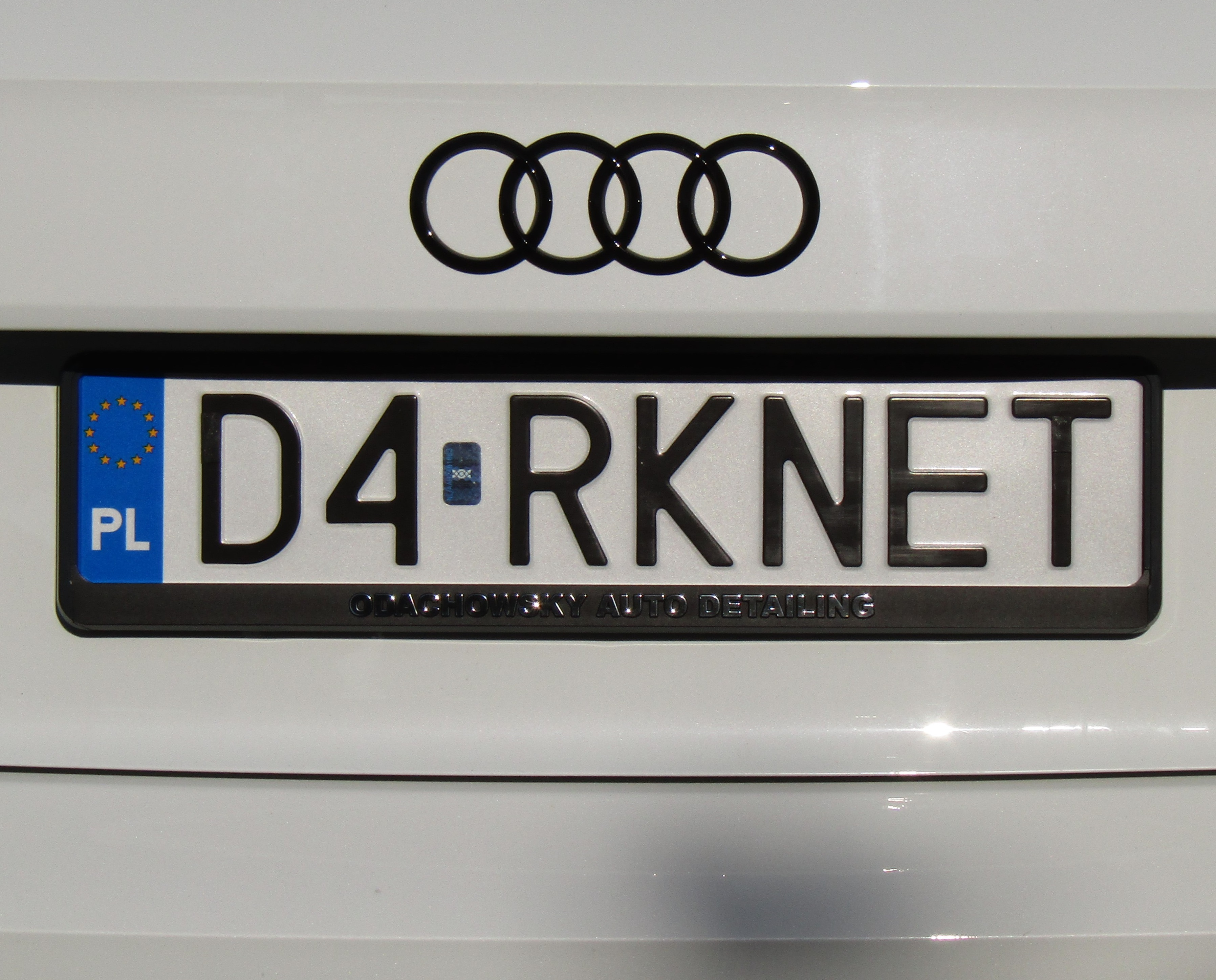
Gepersonaliseerde Poolse registratie
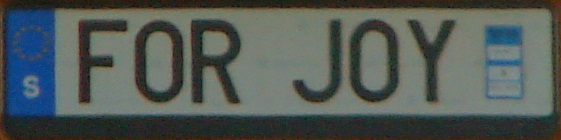
Gepersonaliseerde Zweedse registratie

#### Duitsland
Het is sinds 1994 mogelijk om tegen een forfaitair bedrag van 10,20 euro een gepersonaliseerde kentekenplaat te laten afgeven, mits aan twee voorwaarden wordt voldaan:
- dat de territoriale identificatiecode overeenkomt met de woonplaats van de eigenaar van het voertuig ;
- dat de gewenste registratie niet "ongewenst" is.

Gepersonaliseerde registraties zijn herbruikbaar bij een verandering van voertuig.

#### Oostenrijk
Sinds 1990 is het in Oostenrijk mogelijk om je kenteken te personaliseren, voor een vast bedrag van 228,30 euro (in 2015), waarvan 200 euro wordt gedoneerd aan een fonds bestemd voor de verkeersveiligheid. Een gepersonaliseerd nummer is 15 jaar geldig en kan worden verlengd.
Naast de territoriale code moet de kentekenplaat tussen de drie en zeven tekens bevatten, waaronder minimaal één letter en één cijfer.
De Administratie behoudt zich het recht voor om "ongewenste" combinaties te weigeren.
Gepersonaliseerde registraties zijn herbruikbaar bij een verandering van voertuig.

#### België
Sinds 2014 kan een gepersonaliseerde kentekenplaat worden aangevraagd, tegen een meerprijs van 1000 euro. Voor bedrijven is dit fiscaal aftrekbaar.
De regels in België zijn als volgt :
- de gepersonaliseerde combinatie moet altijd minimaal één letter bevatten;
- letters of groepen letters worden door een koppelteken gescheiden van cijfers of groepen cijfers. Het koppelteken kan ook letters, groepen letters, cijfers of groepen cijfers scheiden. Het koppelteken wordt beschouwd als een teken voor de samenstelling van de combinatie;
- elk gepersonaliseerd bord heeft 9 locaties waarvan één opgelegde locatie (het verhoogde zegel links op het bord) en maximaal 8 vrije locaties (combinatie van maximaal 8 karakters) conform de eerder gestelde bepaling.

Er is in België enige tijd controverse geweest omdat gepersonaliseerde kentekens niet herkend werden door flitscamera's. Ondertussen is dit geen probleem meer.

#### Denemarken
In Denemarken zijn sinds 1976 gepersonaliseerde kentekenplaten van twee tot zeven tekens (cijfers of letters, inclusief de Deense letters Æ, Ø en Å en maximaal drie spaties) mogelijk.

#### Frankrijk
Er zijn geen gepersonaliseerde kentekenplaten in Frankrijk.

#### Hongarije
In Hongarije is het mogelijk om je registratie te personaliseren in het formaat "drie letters - drie cijfers" voor ongeveer 350 euro, of in "vier letters - 2 cijfers" of "vijf letters - één cijfer" voor ongeveer 1300 euro.
De Administratie behoudt zich het recht voor om "aanstootgevende" combinaties te weigeren.
Gepersonaliseerde registraties zijn herbruikbaar bij een verandering van voertuig.

#### Letland
Voor 3.500 euro is elk kenteken tussen twee en acht tekens mogelijk. De combinatie mag niet bestaan uit enkel cijfers.

#### Luxemburg
Voor 50 euro bij een eerste inschrijving en 24 euro bij een verandering van voertuig is het mogelijk om je kenteken te personaliseren, bestaande uit twee letters gevolgd door vier cijfers. Gepersonaliseerde registraties met vier of vijf cijfers zijn alleen mogelijk door registratie op een wachtlijst.

#### Malta
Sinds 2005 is het mogelijk om je registratie in Malta te personaliseren, hetzij in het formaat "drie letters - drie cijfers" voor ongeveer 200 euro, of met een vrije combinatie van één tot negen alfanumerieke tekens voor ongeveer 1500 euro.

#### Nederland
Er zijn geen gepersonaliseerde kentekenplaten in Nederland. In 2024 was er een voorstel om deze mogelijk te maken, maar na onderzoek naar de haalbaarheid werd begin 2025 besloten ze niet in te voeren.

#### Polen
Elk persoonlijk nummer begint met de letter die het woiwodschap aanduidt en een enkel nummer, gevolgd door een spatie. De volgende karakters kunnen door de eigenaar worden gekozen. De volgende beperkingen worden opgelegd:
- Er kunnen tussen de 3 en 5 tekens worden gebruikt;
- het eerste teken moet een letter zijn;
- niet meer dan de laatste twee tekens kunnen cijfers zijn;
- alle letters komen vóór cijfers (dat wil zeggen dat ze niet gemengd kunnen worden);
- de letter Q kan niet worden gebruikt;
- het kenteken mag geen aanstootgevende inhoud bevatten of erop lijken.

#### Tsjechië
Sinds 2017 is het mogelijk om je kenteken te personaliseren tegen betaling van een speciale belasting van 5.000 kronen (ongeveer 200 euro). Aangepaste cijfers hebben de notatie van drie tekens, gevolgd door een koppelteken en vier andere tekens, en moeten ten minste één cijfer bevatten. De letters G, CH, O, Q en W kunnen niet worden gebruikt. Het kenteken mag geen beledigende of beledigende woorden bevatten.

#### Slowakije
Het formaat moet de districtscode van twee letters en vijf andere tekens bevatten. Het is niet toegestaan op kentekens enige politieke, religieuze of aanstootgevende boodschap weer te geven.

#### Slovenië
Sinds 2004 is het mogelijk om naast de tweeletterige code van de zone een combinatie van maximaal zes alfanumerieke tekens te kiezen.

#### Zweden
Sinds 1988 is het mogelijk om voor ongeveer 600 euro een gepersonaliseerd kenteken te kopen. In principe kan elk getal van twee tot zeven alfanumerieke tekens worden gekozen, maar combinaties die aanstootgevende uitingen en mogelijk handelsmerken bevatten, kunnen worden geweigerd. Een persoonlijk kenteken is tien jaar geldig.

### Europese landen buiten de Europese Unie

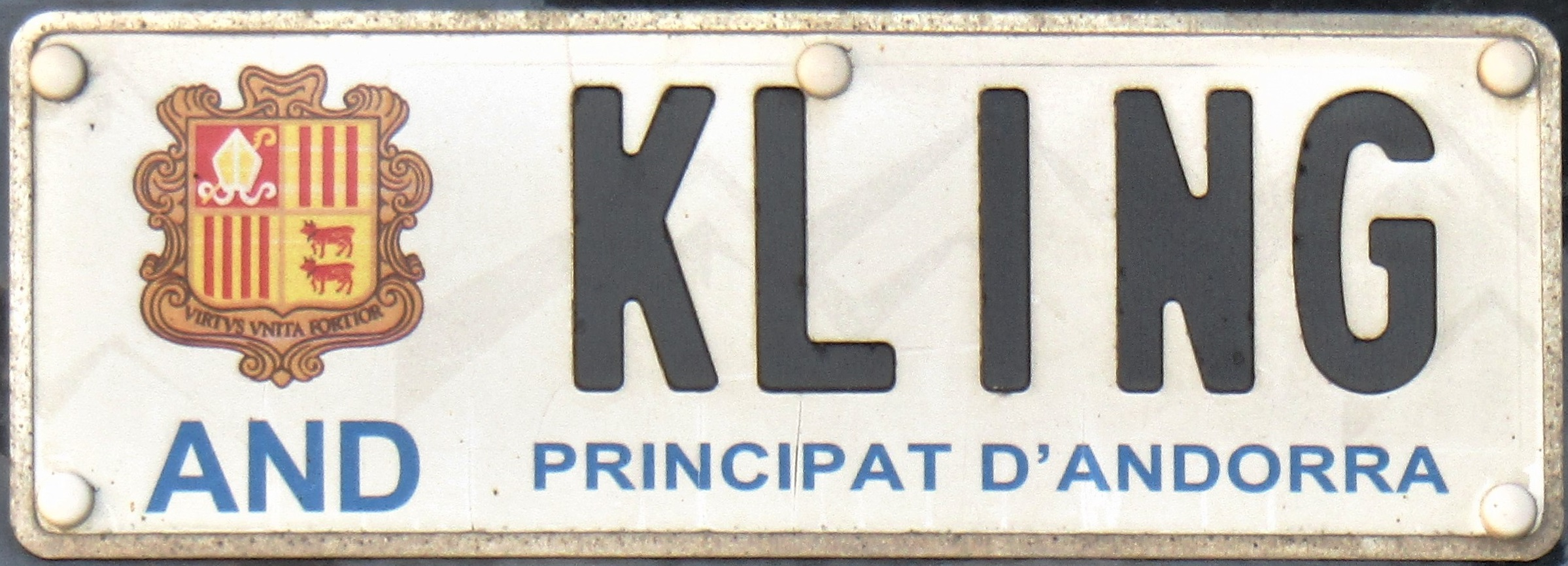
Gepersonaliseerde Andorrese registratie
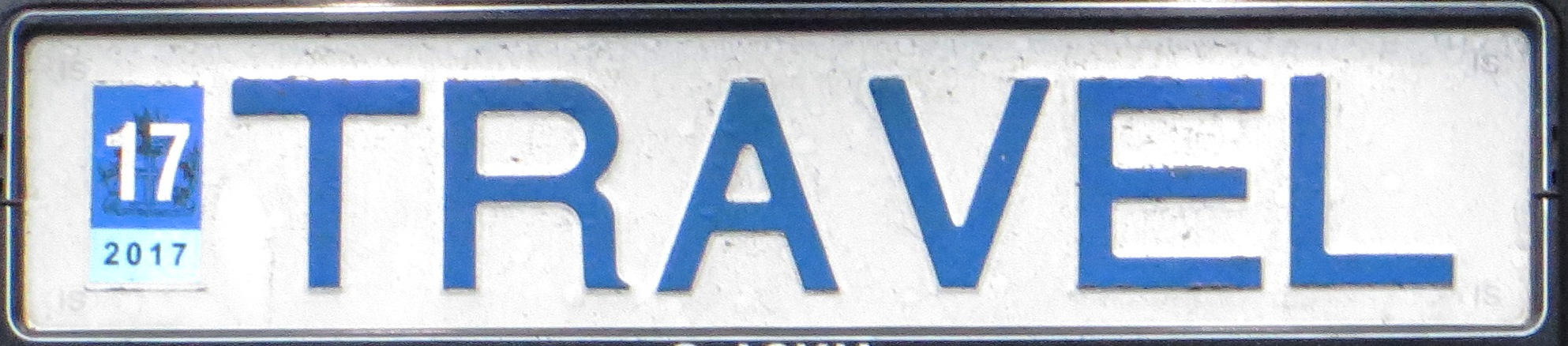
Gepersonaliseerde IJslandse registratie
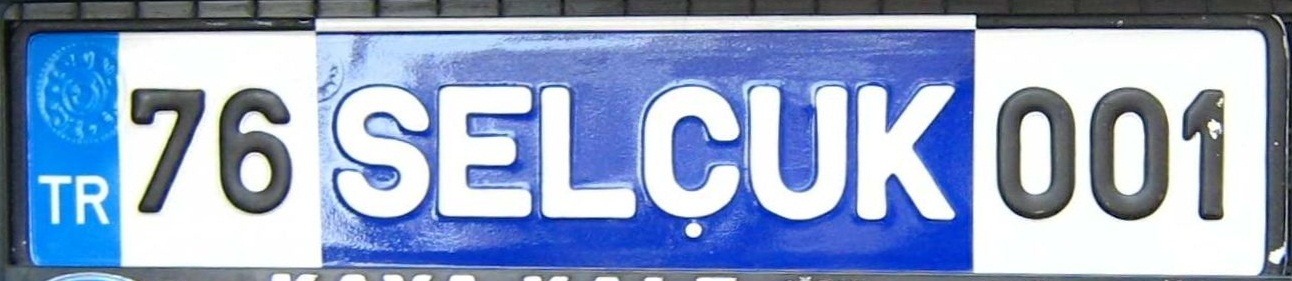
Gepersonaliseerde Turkse registratie
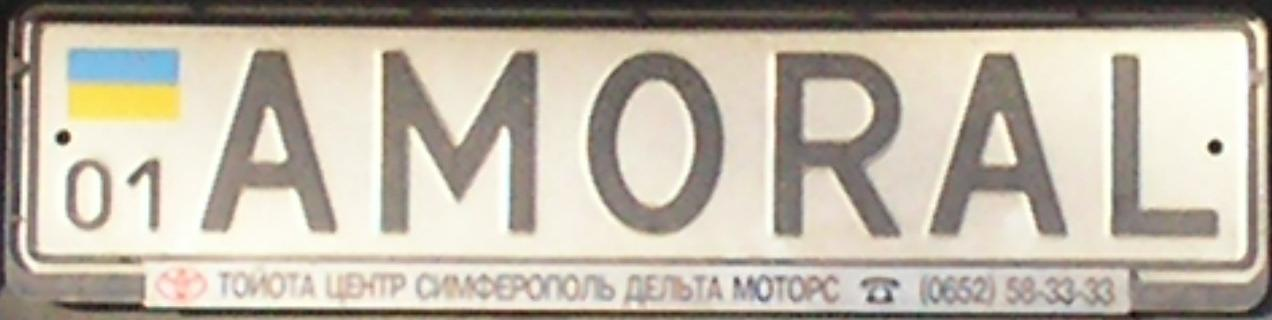
Gepersonaliseerde Oekraïense registratie

#### Andorra
Sinds 2014 is het mogelijk om je kenteken te personaliseren met een combinatie van twee tot vijf alfanumerieke tekens. Een gepersonaliseerd nummer moet minimaal twee letters bevatten, en de letters moeten vóór de cijfers komen.

#### Verenigd Koninkrijk

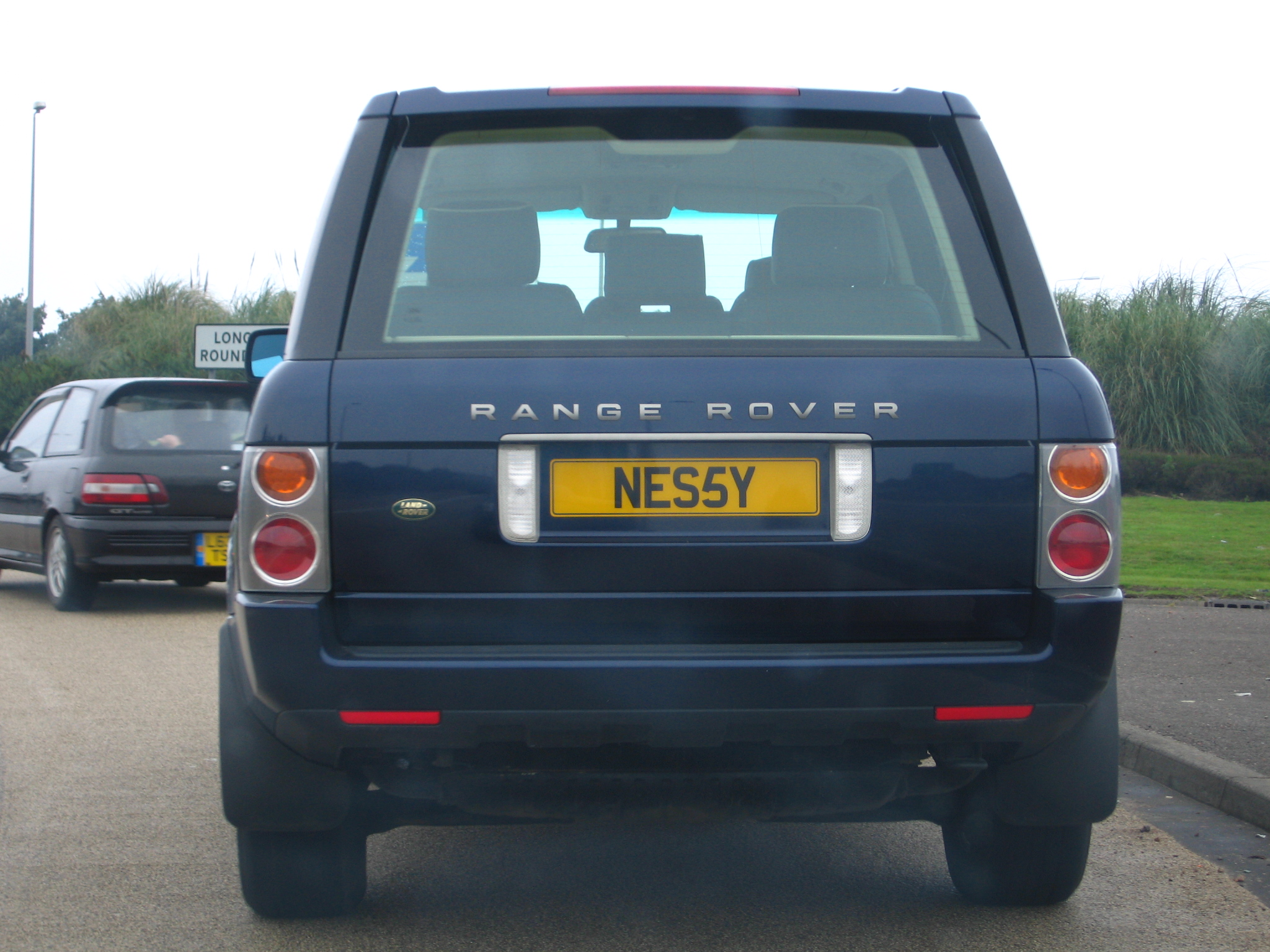
Vanity plate

Gepersonaliseerde nummerplaten, "cherished plates" of "vanity plates" genoemd, zijn toegestaan in het Verenigd Koninkrijk. Hoewel kentekenplaten doorgaans voor het leven aan een voertuig zijn bevestigd, hebben eigenaren het recht om deze tegen betaling te wijzigen. Op gepersonaliseerde kentekenplaten kunnen oude combinaties staan die aanwezig zijn op voertuigen die uit de circulatie zijn genomen, of door de eigenaar gekozen combinaties die bijvoorbeeld zijn of haar initialen bevatten. Kentekens worden soms geveild en sommige brengen zeer hoge prijzen op

#### Zwitserland
Het is mogelijk om in Zwitserland een gepersonaliseerd bord te kopen; de meest populaire combinaties worden op een veiling verkocht.